# Joseph van Vicker
 (avril 2014).
Si vous disposez d'ouvrages ou d'articles de référence ou si vous connaissez des sites web de qualité traitant du thème abordé ici, merci de compléter l'article en donnant les références utiles à sa vérifiabilité et en les liant à la section « Notes et références ».
Joseph van Vicker, mieux connu sous le nom de Van Vicker, est un acteur ghanéen né le 1er août 1977 au Ghana. 
Il joue souvent le rôle du personnage principal de romances, la plupart du temps mis en scène auprès des actrices Jackie Aygemang et Nadia Buari, ce qui leur a valu le surnom du « Navanckie trio ».

## Enfance
Van est né d'une mère ghanéenne/libérienne et d'un père néerlandais.[réf. nécessaire] Son père décède alors qu'il n'a que six ans. En interview, il se considère comme étant un citoyen du monde car il fut élevé en différents endroits du globe.
Van a fréquenté l'école de la bourgeoisie ghanéenne la Mfantsipim School.

## Carrière
Van Vicker est l'un des acteurs les plus connus de l'industrie du cinéma africain.[réf. nécessaire]
Après un job à la radio et à la télévision, il acquit sa notoriété en tournant en 2003 dans la série Suncity, traitant de la vie d'étudiant à la fac.
Son rôle dans le film Divine Love lui procura un succès international (Afrique et diaspora), et l'installa comme étant l'acteur « romantique » attitré des comédies romantiques ghanéennes.
Depuis, il a été nommé et a gagné de nombreux prix[Lesquels ?] émis par l'industrie du cinéma ghanéen, africain et britannique.

## Vie privée
Il est marié et père de 3 enfants[réf. nécessaire].

## Filmographie
| - Divine Love (2004) - Beyoncé, The President's Daughter (2006) - Keeping the Promise - Mummy's Daughter - The Return of Beyoncé (2007) - Romance - A Woman's Honor - I Hate Women - American Boy - Slave to Lust - Princess Tyra (2007) - Wedlock of the Gods (2007) - In the Eyes of My Husband - Corporate maid - My story - Innocent soul - Heavy storm - Odo Benni - Slave to Lust - Darkness of Sorrow (2006) - Royal Battle (2007) | - Love is Wicked - Darkest Day (2009) - Broken Tears (2008) - avec Nollywood actrices Genevieve Nnaji, Kate Henshaw-Nuttal et Grace Amah - Friday Night (2008) - Crossing Paths - Thanks - Jealous Husband - avec Nollywood actrices Chika Ike, Oge Okoye - Total Love - Meet My Cousin - One More Kiss (2009) - A Sense of Touch - Twilight sisters - Moonlight Girl - Royal War |